# Dicrurus densus
Dicrurus densus là một loài chim trong họ Dicruridae.